# Loren James Shriver
Loren James Shriver (Jefferson, Iowa, 1944. szeptember 23. –) amerikai űrhajós, ezredes.

## Életpálya
1967-ben a Légierő Akadémiáján szerzett diplomát. 1968-ban a Purdue University keretében űrhajózási mérnök oklevelet kapott. 1969-1973 között az Vance Air Force Base (Oklahoma) bázison T–38-as oktató pilóta. 1973-tól Thaiföldön szolgált. 1975-től tesztpilóta kiképzést kapott Kaliforniában. Az F–15 több módosítását tesztpilótaként repülte. Több mint 6512 órát tartózkodott a levegőben (repülő/űrrepülő).
1978. január 16-tól Lyndon B. Johnson Űrközpontban a részesült űrhajóskiképzésben. Három űrszolgálata alatt összesen 16 napot, 2 órát és 4 percet (386 óra) töltött a világűrben. Űrhajós pályafutását 1993 májusában fejezte be. A Transportation Systems Operation igazgató-helyettes a Kennedy Space Centeren.

## Űrrepülések
- STS–51–C, a Discovery űrrepülőgép 3. repülésének pilótája. Egy katonai műholdat állítottak pályairányba. Egy űrszolgálata alatt összesen 3 napot, 1 órát, 33 percet és 23 másodpercet (73 óra) töltött a világűrben. 2 010 000 kilométert (1 250 000 mérföldet) repült, 49-szer kerülte meg a Földet.
- STS–31, a Discovery űrrepülőgép tizedik repülésének parancsnoka. A Hubble űrtávcsővet hosszabb élettartam miatt magasabb, 600 km-es pályára állították. Egy űrszolgálata alatt összesen 5 napot, 1 órát, 16 percet és 6 másodpercet (121 óra) töltött a világűrben. 3 328 466 kilométert (2 068 213 mérföldet) repült, 80-szor kerülte meg a Földet.
- STS–46, az Atlantis űrrepülőgép 12. repülésének parancsnoka. Az emberiség 150. űrutazása. Egy műholdat állítottak pályairányba, egy laboratóriumot biztosító kábel segítségével kihelyeztek a világűrbe. Egy űrszolgálata alatt összesen 7 napot, 23 órát, 15 percet és 2 másodpercet (192 óra) töltött a világűrben. 5 344 643 kilométert (3 321 007 mérföldet) repült, 127-szer kerülte meg a Földet.